# Mörttjärnen (Graninge socken, Ångermanland, 698337-156423)
Mörttjärnen är en sjö i Sollefteå kommun i Ångermanland och ingår i Ångermanälvens huvudavrinningsområde.